# Jinniushanmens

De Jinniushanmens (Chinees: 金牛山 猿人, Hanyu pinyin Jinniushan Yuanren, Engels: Jinniushan Man) is een fossiel van het geslacht Homo uit het middenpaleolithicum (Midden-Pleistoceen), in 1984 gevonden in een voormalige kalksteengrot op de berg Jinniushan in de buurt van het dorp Sitian bij de stad Dashiqiao, prefectuur Yingkou, provincie Liaoning van China. Oorspronkelijk werd de vondst een leeftijd van 195.000-165.000 jaar toegeschreven, latere dateringen gaven een ouderdom van ongeveer 260.000 jaar.

## Beschrijving
De vondst, specimen IVPP AN2118, bevat een groot aantal fragmenten van een tijdens de graafwerkzaamheden sterk gefragmenteerde schedel. Hierbij is ook een aanzienlijk deel van de materie verloren gegaan. Het bovengebit is grotendeels behouden. Tevens worden aan hetzelfde individu nog een linker ellepijp, een groot fragment van het linker bekken, zes wervels, twee fragmenten van ribben van de linkerzijde, de linker knieschijf en diverse voet- en handsbeentjes toegeschreven.

## Reconstructie en interpretatie
Het fossiel werd gereconstrueerd door het Instituut voor gewerveldenpaleontologie en paleoantropologie van de Chinese Academie van Wetenschappen te Peking.
Door de sterke fragmentatie van de schedelbotten hadden ook na reconstructie de meeste fragmenten van de schedel en de gezichtsbeenderen geen directe verbinding met elkaar, maar werden door substituutmateriaal verbonden.
De reconstructie werd geïnterpreteerd als dat de schedel een inhoud van 1260-1400 cm² had en eigenschappen vertoonde die enerzijds overeenkomen met die van Homo erectus, anderzijds vergelijkbaar zijn met die van de vroege Homo sapiens. Door de Chinese onderzoekers werd de vondst, evenals de vergelijkbare Dali-mens, geclassificeerd als archaïsche Homo sapiens en als bewijs voor de multiregionale oorsprong van de moderne mens. Dit staat in tegenstelling tot de enkele-oorspronghypothese volgens welke de moderne mens van relatief recente Afrikaanse oorsprong is. De paleoantropoloog Chris Stringer verklaarde in 2012 dat de fossielen mogelijk tot de Denisovamens behoren.
Wegens de structuur van de tanden, alsmede het bekken en de ellepijp, wordt aangenomen dat de fossielen afkomstig zijn van een jonge volwassene die rond 20 jaar oud en ongeveer 168 cm lang was. De vorm van het bekken suggereert dat het zich om een vrouw handelt.
De in februari 2006 in de Proceedings of the National Academy of Sciences gepubliceerde analyses van de fysieke kenmerken beschreef de vondst als behorend tot een aan de koude aangepaste populatie van het geslacht Homo, maar vermeed een toeschrijving tot een specifieke soort.

## Monument van de Volksrepubliek China
De vindplaats van de Jinniushanmens (Chinees: 金牛山遗址, Pinyin: Jīnniúshān yízhǐ) in Dashiqiao staat sinds 1988 op de lijst van monumenten van de Volksrepubliek China.